# Circuit intégré 74805

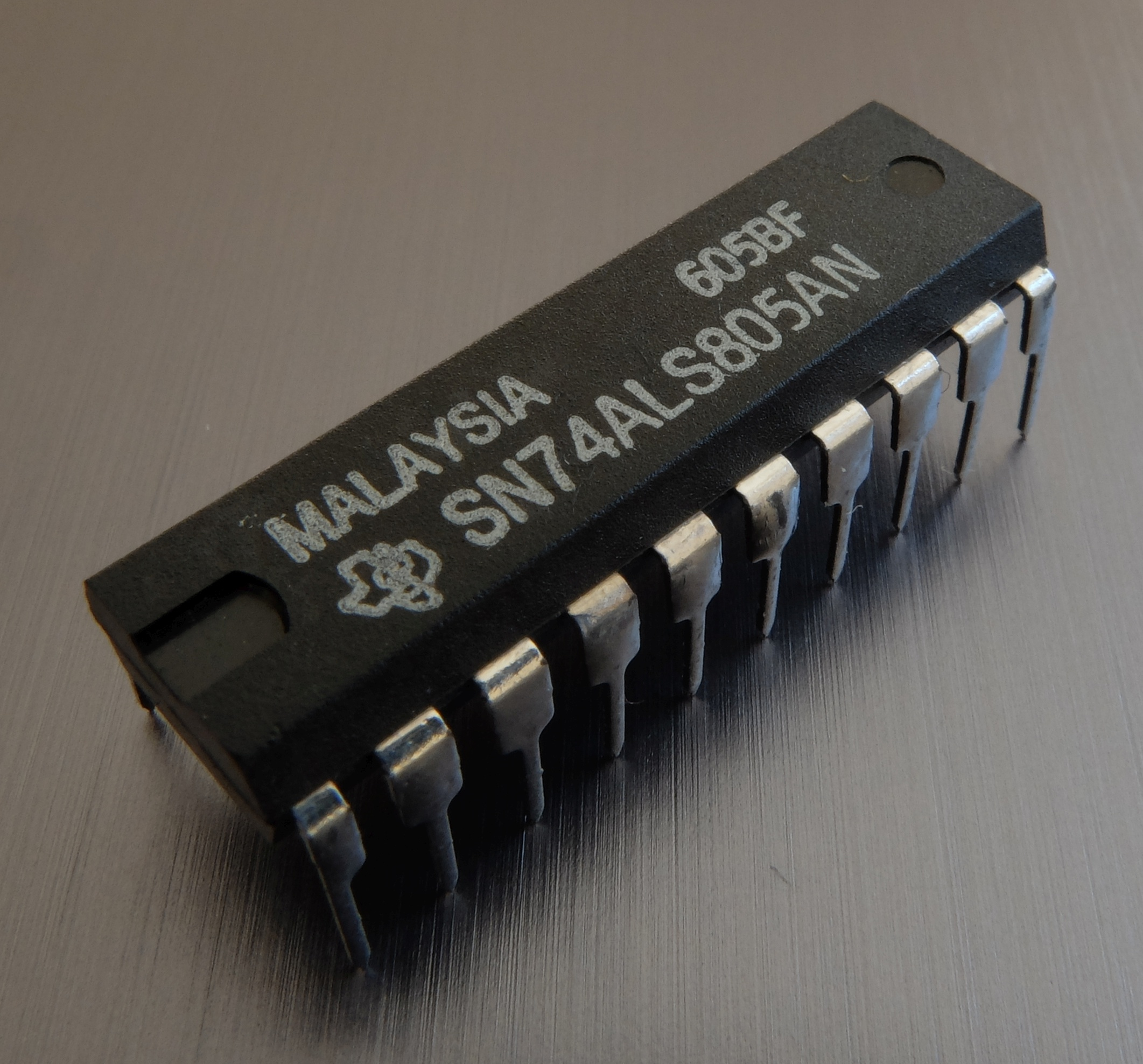
Circuit intégré 74805 (Texas Instruments SN74ALS805AN)

Le circuit intégré 74805 fait partie de la série des circuits intégrés 7400 utilisant la technologie TTL.

Ce circuit est composé de six portes logiques indépendantes NON-OU à deux entrées.